# 謝爾蓋·科瓦廖夫 (皮划艇運動員)
谢尔盖·科瓦廖夫（羅馬尼亞語：Serghei Covaliov，1944年10月14日—2011年5月16日），罗马尼亚男子皮划艇运动员。他曾代表罗马尼亚参加1968年和1972年夏季奥林匹克运动会皮划艇比赛，获得一枚金牌和一枚银牌。